# 愛伝説
『愛伝説』（あいでんせつ）は、東海テレビ制作・フジテレビ系列で、1987年4月6日 - 7月3日に放送された昼ドラマである。

## 概要
私生児の女性が困難を乗り越えて、網元の御曹司と恋愛する物語。

## キャスト
- 梅宮 愛：根本りつ子[1]
- 黒川 章： 藤堂新二[1]
- 芦川よしみ[1]
- 梅宮 まつえ：風祭ゆき[1]
- 梅宮 愛(少女時代)：谷本重美（現・小川範子）
- 東八郎[1]
- 東野英心[1]
- 白石 英一郎： 浜畑賢吉[1]
- 内田あかり[1]
- 黒川 章(少年時代)：土田一徳
- 岡崎由喜枝
- 田山真美子
- 中野誠也
- 小林昭二[1]
- 吉野由樹子
- 大塚良重
- 石井富子（現・石井トミコ）

## スタッフ
- 演出 - 松生秀二、小野俊和
- 脚本 - 芦沢俊郎[1]、下飯坂菊馬[1]
- 音楽 - 津島利章[1]
- 制作会社 - 東海テレビ[1]、泉放送制作

## 主題歌
- 「愛伝説」（歌：欧陽菲菲）
  - 作詞・作曲：伊藤薫／編曲：若草恵